# Satu Nou, Banatul de Sud
Satu Nou (sârbă Banatsko Novo Selo, maghiară Révújfalu, germană Banater Neudorf, română Satu Nou) este o localitate în Districtul Banatul de Sud, Voivodina, Serbia.

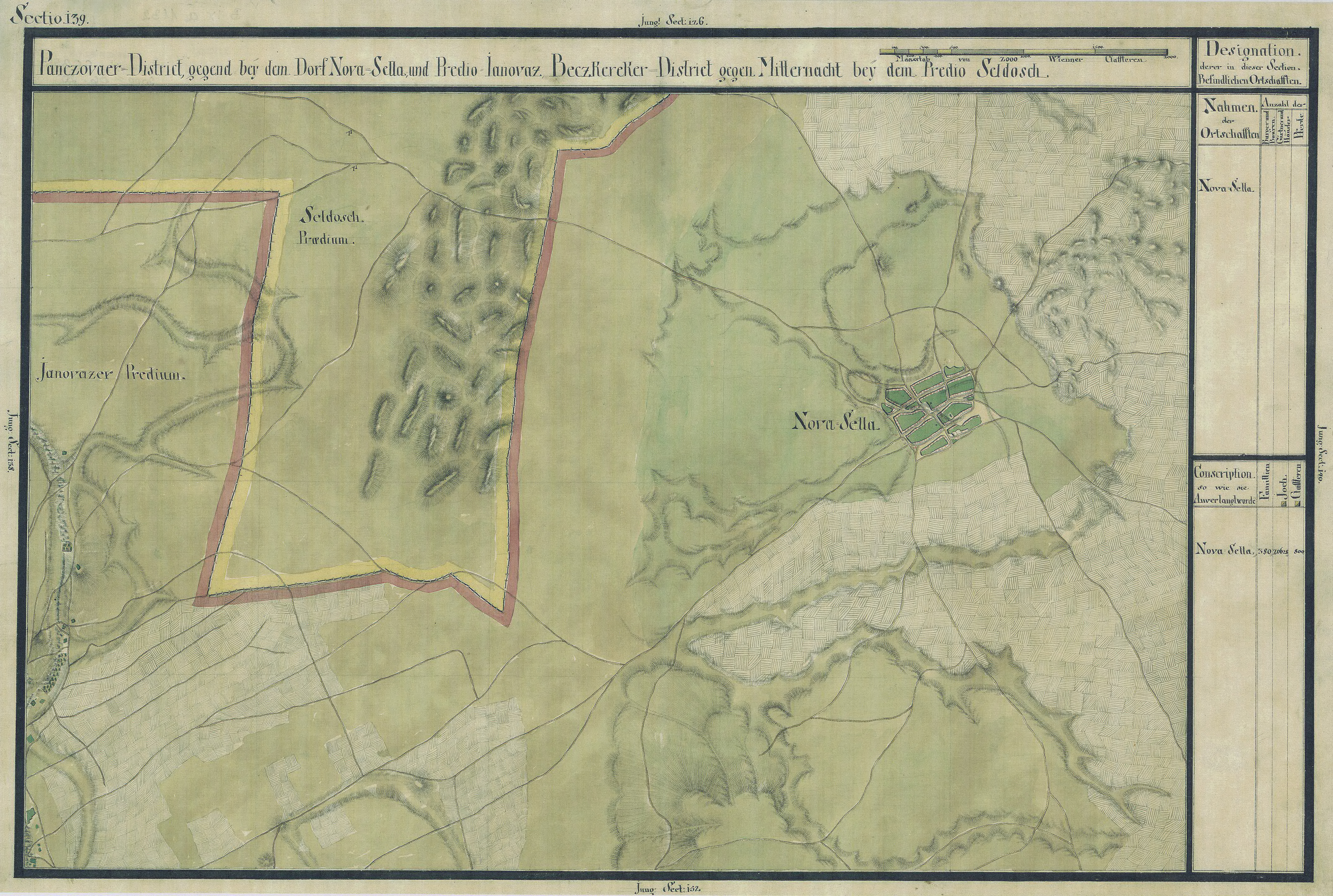
Satu Nou în Harta Iosefină a Banatului, 1769-72

## Personalități născute aici
- Iovan Ule Ardelean (n. 1933), desenator, ulterior designer la San Diego, California.[2]